# The Inchtabokatables
The Inchtabokatables (in Fan-Kreisen auch kurz: Inchies oder Inchties) war eine Berliner Band, die von 1991 bis 2002 existierte. Stilistisch hat sich die Band immer wieder gewandelt und lässt sich daher in Kategorien wie Folk, Speed-Folk, Punk-Rock oder Mittelalter-Rock einordnen.

## Bandgeschichte

### Gründung bis 2001
Gegründet wurden The Inchtabokatables am 7. Februar 1991 in der Berliner Bärenschenke. Nach Angaben von Robert Beckmann stammt der Name von Bruno Adams. Das Besondere an der Band war von vornherein die Besetzung, die aus zwei Geigen, Cello, Bass und Schlagzeug bestand, getreu dem Grundsatz „no guitars“.
Die ursprünglichen Bandmitglieder (Pseudonyme in Klammern) sind: Robert Beckmann (B. Breuler), Tobias Unterberg (B. Deutung), Jan Klemm (Herr Jeh), Franziska Schubert (Frenzi Underdrive) und Titus Jany (Kokolorus Mitnichten, Dr. Tinitus Banani). Klemm und Unterberg spielten vorher zusammen mit Eric Fish (dem jetzigen Frontmann von Subway to Sally) bei der Band Catriona. Beckmann und Jany reisten, noch zu DDR-Zeiten, auf Mittelaltermärkten durchs Land.
Das Debütalbum Inchtomanie erschien 1992 und setzte Akzente im Bereich des Folk-Rock. Das Album enthält auch den Titel Tomatenfisch, der zum bekanntesten Stück der Band avancieren sollte. Kurz darauf verließ Schubert die Band und wurde von Oliver Riedel („Orgien-Olli“) am Bass ersetzt.
Während die zwei nächsten Alben (White Sheep 1993, Ultra 1994) noch im Bereich von Mittelalter-Rock und Folk-Rock einzuordnen sind, änderte sich das musikalische Profil der Band nach einem kurzen Intermezzo im Jahre 1995 mit Titeln wie Time out und bekam deutlich Einflüsse aus Neuer Deutscher Härte und Industrial Rock (Quiet 1997, Too Loud 1998). Grund dafür dürfte der vorher erfolgte Bassistenwechsel gewesen sein: Für Riedel, der nun sein Glück bei Rammstein suchte, stieg Moeh ein, der vorher Mitglied der Industrial-Rock-Band T.A.S.S. war.
1998 nahmen die Inchtabokatables an dem Projekt GötterDÄmmerung teil, bei dem der Fanclub der Berliner Punkband Die Ärzte mit ebendiesen befreundete Bands dazu aufforderte, einen Tribut-Sampler aufzunehmen und zu veröffentlichen. Die Inchtabokatables steuerten ihre Version von Meine Ex(plodierte Freundin) zu diesem Projekt bei, indem sie den Songtext als Nachrichtensendung persiflierten und lediglich den Refrain wie im Original beließen. Unterlegt wurde der Text von rhythmischem Motown-Jazz.

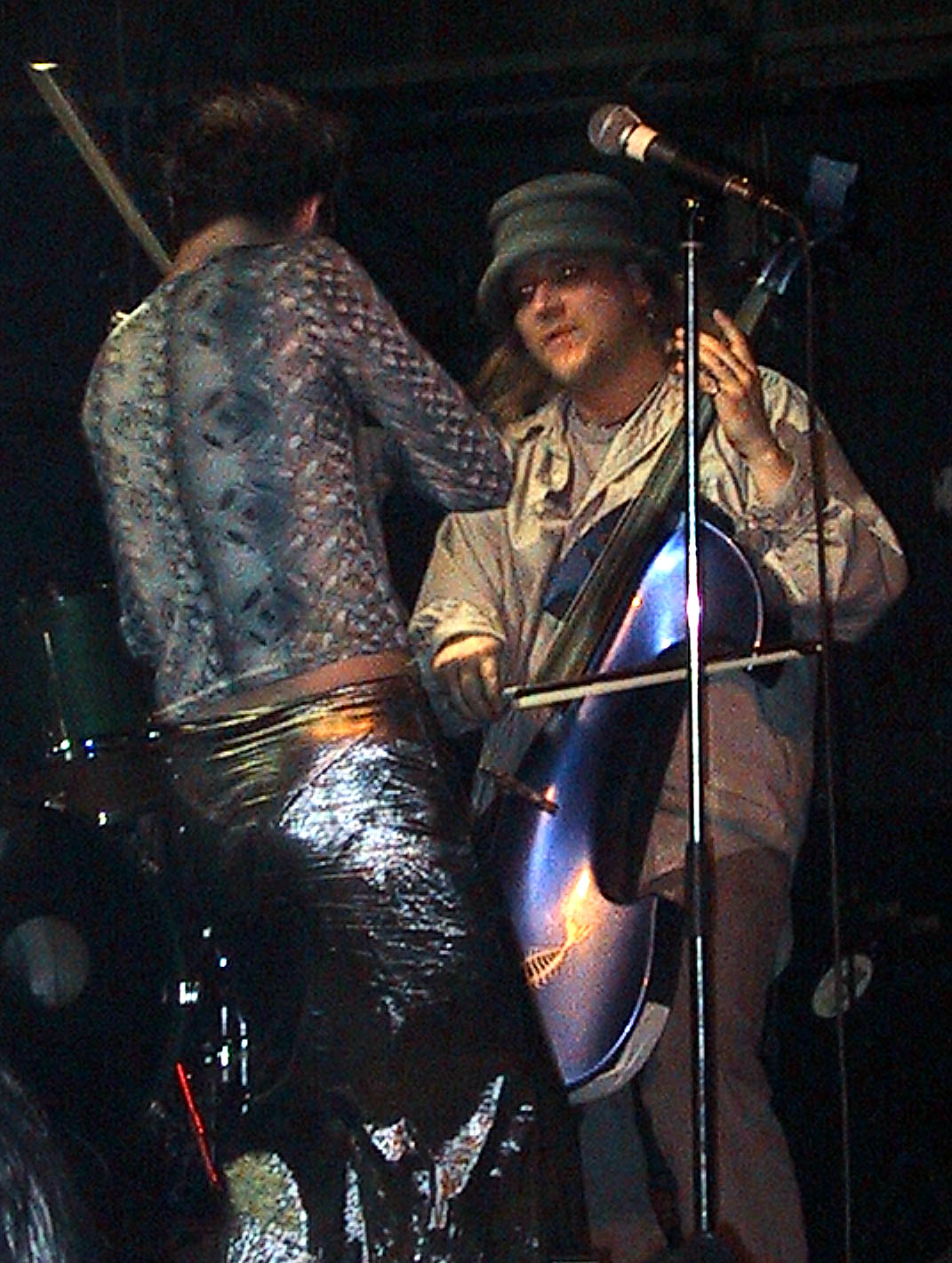
Typisch ist der Einsatz von Celli und anderen Streichinstrumenten – teils in sehr ungewöhnlicher Verwendung

Nach der Trennung von ihrem alten Label, das noch das Best-Of-Album Nine Inch Years veröffentlichte, mit dem die Band allerdings nicht einverstanden war, hatte man Zeit für völlig neue Ideen. So ist das 2001 erschienene sechste und letzte Studioalbum Mitten im Krieg mit keinem der vorherigen Alben zu vergleichen.
Im selben Jahr unterstützte die Band Pat MacDonald auf dessen von John Parish produzierten Album Degrees of Gone.

### Elf Jahre Pause
Im Jahr 2002 wurde verkündet, dass man sich, nachdem man elf Jahre ununterbrochen auf der Bühne gestanden hatte, nun eine ebenso lange Pause verdient habe. Das Abschiedskonzert fand am 28. September 2002 in der Columbiahalle in Berlin statt. Zusätzlich wurde im selben Jahr das Doppelalbum Ultimate Live veröffentlicht.
Eine Bandbiografie mit dem Titel Wir waren jung und brauchten das Geld. The Inchtabokatables 1991-2001 der Autoren Harald Hauswald und Maria Jany sollte bei Schwarzkopf & Schwarzkopf im Jahr 2002 herausgegeben werden, wurde mehrfach angekündigt, ist jedoch wegen der Bandauflösung nicht erschienen. 
Die ehemaligen Bandmitglieder widmen sich inzwischen anderen Projekten. So arbeitete Beckmann einige Zeit als Booker im Lindenpark in Potsdam, Jany war Schlagzeuger (als Bruder Liebe) der Mittelalter-Rock-Band Potentia Animi und Moeh Bassist der Band Motomatic.
Beckmann und Unterberg machen zusammen Hörspielmusik als Der Deutung und das Ro, Klemm und Unterberg tourten mit Mila Mar und Unterberg mit Deine Lakaien, Subway to Sally, Letzte Instanz und Eric Fishs Soloprogramm. Letzterer spielt darüber hinaus auf CDs von unter anderem New Model Army und Angelzoom. Beckmann singt auf der Live-CD/DVD Raue Spree der Mittelalter-Band In Extremo. Unterberg ist auf der Subway-to-Sally-DVD „Nackt“ zu sehen, da er die Akustiktour über Monate hinweg am Cello begleitete, und hat auf beiden bisherigen Veröffentlichungen von Silbermond zwei Titel eingespielt. Auf dem Himmelfahrt-Album (2023) von Subway To Sally spielte er ebenfalls das Cello bei dem Stück Lasst die Himmel fall'n. Seit 2010 spielen Beckmann und Jany gemeinsam in der Band Grüßaugust.
Die „Pause“ wurde mittlerweile um weitere elf Jahre verlängert.

## Diskografie

### Alben
- 1992: Inchtomanie
- 1993: White Sheep
- 1994: Ultra
- 1997: Quiet
- 1998: Too Loud
- 2000: Nine Inch Years
- 2001: Mitten im Krieg
- 2002: Ultimate Live

### EPs
- 1997: Übertrieben / Western Song

### Singles
- 1995: Merry Christmas / X-Mas in the Old Man’s Hat
- 1998: You Chained Me Up
- 2001: Come With Me

### Videoalben
- 2002: Das Inchtabokatable (Laufzeit: 120 Min.)